# Municipio de Burnside (condado de Clearfield)
El municipio de Burnside (en inglés, Burnside Township) es un municipio del condado de Clearfield, Pensilvania, Estados Unidos. Tiene una población estimada, a mediados de 2023, de 1042 habitantes.

## Geografía
Está ubicado en las coordenadas 40°47′05″N 78°45′46″O / 40.78472, -78.76278 (40.784806, -78.762817).

## Demografía
Según la estimación 2018-2022 de la Oficina del Censo, los ingresos medios de los hogares son de $62,969 y los ingresos medios de las familias son de $65,417.  Alrededor del 6.9% de la población está por debajo de la línea de pobreza.